# Южноукраїнська міська громада
Южноукраїнська міська територіальна громада — територіальна громада в Україні, у новоствореному Вознесенському районі Миколаївської області. Адміністративний центр — Південноукраїнськ. Не зважаючи на перейменування адміністративного центру, територіальна громада не була перейменована, оскільки наразі відсутні правові підстави і механізми для перейменування територіальних громад.
Площа територіальної громади — 156,2 км², населення громади — 42 499 осіб (2020).
Утворено у 2020 році, відповідно до розпорядження Кабінету Міністрів України № 719-р від 12 червня 2020 року «Про визначення адміністративних центрів та затвердження територій територіальних громад Миколаївської області», шляхом об'єднання Костянтинівської селищної, Іванівської сільської та Южноукраїнської міської рад.

## Населені пункти
До складу громади входять місто Південноукраїнськ, селище Костянтинівка та села Бузьке, Іванівка і Панкратове.